# Valerio Baldini
Valerio Baldini (Bologna, 25 ottobre 1939 – Bologna, 14 gennaio 2012) è stato un politico italiano, esponente di Forza Italia e già parlamentare europeo.

## Biografia
Nel 1994 si è candidato al Senato nel collegio di Modena: sostenuto dal centro-destra, ha ottenuto il 20,8% dei voti ed è stato sconfitto dal rappresentante dei Progressisti Luciano Guerzoni.
È stato eletto deputato europeo alle elezioni del 1994 per le liste di Forza Italia. È stato membro della Commissione per lo sviluppo e la cooperazione e dell'Assemblea paritetica della convenzione fra gli Stati dell'Africa, dei Caraibi e del Pacifico e l'Unione europea (ACP-UE).